# Таємний комітет (психоаналіз)
Таємний комітет ранньої історії психоаналізу був створений у 1912 році для спостереження за розвитком психоаналізу та захисту теоретичної та інституційної спадщини роботи Фрейда.

## Історичний контекст

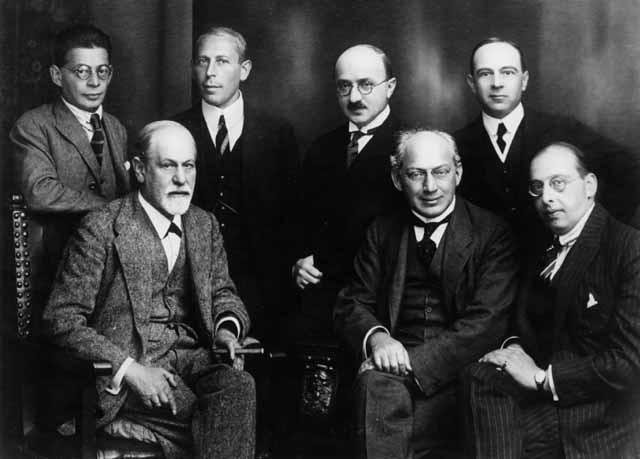
Комітет у 1922 році (зліва направо): Отто Ранк, Зигмунд Фрейд, Карл Абрагам, Макс Ейтінґон, Шандор Ференці, Ернест Джонс і Ганнс Сакс

Комітет було сформовано за пропозицією Ернеста Джонса у відповідь на занепокоєння Фрейда щодо наслідків суперечок щодо теоретичних питань психоаналізу. Це вже призвело до гострого відходу Адлера та Стекеля з найближчого кола послідовників Фрейда, і до 1912 року відносини Фрейда з Юнгом досягли точки остаточного розриву. У цьому контексті Фрейд писав Джонсу, підтримуючи «вашу ідею про таємну раду, що складається з найкращих і найнадійніших серед наших людей, щоб подбати про подальший розвиток психоаналізу і захистити справу від особистостей і нещасних випадків, коли мене не стане».
До складу Комітету входили Ернест Джонс, який був головою, Шандор Ференці, Отто Ранк, Ганнс Сакс і Карл Абрагам. Макс Ейтінґон приєднався до Комітету в 1919 році. Анна Фрейд змінила Ранка у 1924 році.
Перше засідання Комітету відбулося 25 травня 1913 року, коли Фрейд подарував кожному члену грецьку інталію, закріплену на золотому персні. Усі вони зобов'язалися не публікувати роботи, які можуть розглядатися як такі, що відступають від будь-якого з фундаментальних принципів психоаналітичної теорії, без попереднього обговорення в Комітеті. Окрім регулярних засідань, Комітет встановив практику розсилання циркулярних листів як засобу зв'язку.
Джонс передбачав, що безпосередньою політичною метою створення Комітету буде ізоляція Юнга і зрештою змусити його піти у відставку з поста президента Міжнародної психоаналітичної асоціації. Хоча це сталося в 1914 році, його амбіції стати наступником Юнга, схвалені Комітетом, були розчаровані початком війни.

## Пізніший розвиток подій
Комітет добре працював протягом цілого десятиліття, незважаючи на світову війну, але суперечки за участю Ранка і Ференці призвели до його розпуску в 1924 році. Пізніше того ж року він був відновлений, а Анна Фрейд замінила Ранка, і відновила практику надсилання циркулярних листів. Після смерті Авраама в 1925 році і Ференці в 1933 році він припинив свою діяльність.